# Hawthorn-M-Klasse
Die Hawthorn-M-Klasse, auch als Mansfield-Klasse bezeichnet, war eine Klasse von zwei Zerstörern der britischen Marine, die von 1915 bis 1919 in Dienst stand.

## Allgemeines
Die zwei Boote wurden von Hawthorn, Leslie & Company in Hebburn on Tyne mit Mitteln des Vorkriegsbauprogramms von 1913 bis 1914 für die Royal Navy gebaut wurde. Die beiden Boote waren die einzigen Vierschornstein-Zerstörer des durch den Ausbruch des Weltkrieges schließlich in allen Varianten 110 Boote umfassenden M-Typs.
 Nach dem Admiralitätsentwurf eines Drei-Schornstein-Zerstörers für das Haushaltsjahr 1913/1914 wurden zwei Boote bei Palmers Shipbuilding & Iron Company in Hebburn on Tyne, eines bei Swan Hunter & Wigham Richardson in Wallsend sowie drei bei John Brown & Company, Clydebank bestellt. Die sechs Boote der Admiralty-M-Klasse wurde bis zum Februar 1915 ausgeliefert.
Darüber hinaus wurden als letzte Vorkriegsaufträge noch drei Boote der sogenannten Yarrow-M-Klasse mit zwei Schornsteinen und zwei Wellen, und 

zwei Boote der Thornycroft-M-Klasse mit dickerem, mittleren Schornstein bestellt.

## Entwurf
Die beiden Schiffe ähnelten den nach den Entwürfen der Admiralität gebauten Schiffen der Admiralty-M-Klasse, wurden aber nach abgeänderten Plänen von Hawthorn, Leslie & Company in Hebburn on Tyne fertiggestellt. Das erste bei Hawthorn gebaute Boot, die HMS Mentor, lief als 5. „M-Zerstörer“ nach zwei schon Ende 1912 begonnenen Yarrow-Booten, einem Thornycroft-Boot und einem bei Palmer gebauten Admiralty-Boot vom Stapel.
Im Unterschied zur „standardmäßigen“ Admiralty-M-Klasse besaßen die Boote der Hawthorn-M-Klasse vier Schornsteine und waren nur ganz geringfügig länger als die Standardboote. Das 4"-Geschütz auf dem Mittelschiff war zwischen dem zweiten und dritten Schornstein montiert. Beide Schiffe wurden noch 1913 auf Kiel gelegt und 1915 in Dienst gestellt. Keines von ihnen ging im Krieg verloren.
Anmerkung:

Hawthorn Leslie erhielt zu Beginn keine weiteren Aufträge für Zerstörer, da die Werft schon die Leichten Kreuzer HMS Carysfort und Champion sowie den Flottillenführer Marksman in Bau hatte und sich die Royal Navy entschied, die für die Türkei in Bauvorbereitung befindlichen vier Zerstörer der Talisman-Klasse auf der Werft bauen zu lassen. So erfolgte ein weiterer Auftrag für Zerstörer der M-Klasse erst mit dem letzten Los im Mai 1915 mit den Aufträgen für HMS Pidgeon und Plover. Die Schiffe wurden in der verbesserten Version des Standardentwurfs der Admiralty-M-Klasse gebaut.

## Boote derHawthorn-M-Klasse
Die beiden Boote kamen nach ihrer Fertigstellung 1914/15 zur Harwich Force, wo sie mit anderen frühen M-Booten die 10. Zerstörerflottille bildeten. Sie verlegten dann zum Kanal und beide Boote waren am ersten Überfall auf Zeebrügge und Ostende im April 1918 beteiligt. Während Mentor die die Küste beschießenden Monitore sicherte, schleppte Mansfield ein U-Boot in die Nähe von Zeebrügge.
| Name      | Kiellegung   | Stapellauf       | Indienststellung | Verbleib |
| --------- | ------------ | ---------------- | ---------------- | --- |
| Mentor    | 3. Juli 1913 | 21. August 1914  | Januar 1915      | Teilnahme am Gefecht auf der Doggerbank im Januar 1915, im August in der Nordsee durch Torpedotreffer von B 98 vordersten Bugteil verloren, März 1917 verlegt zur 6. Zerstörerflottille der Dover Patrol, im April 1919 zur Reserve in Devonport, am 9. Mai 1921 zum Abwracken verkauft |
| Mansfield | 9. Juli 1913 | 3. Dezember 1914 | April 1915       | Mai 1915 bis Juni 1917 bei der Harwich Force (10th DF), dann zur 6th DF der Dover Patrol, im März 1919 zur Reserve in der Nore, am 26. Oktober 1921 zum Abwracken verkauft |

## Bemerkungen
1. ↑  Palmers hatte in der Nachbarschaft von „Hawthorn Leslie“ die ehemalige Stephenson-Werft erworben